# Olympus OM-4
Die Olympus OM-4 wurde 1983 auf der PMA in Las Vegas vorgestellt, war aber erst ab 1984 lieferbar und wurde bis 1987 gebaut. Sie war die Nachfolgerin der Olympus OM-2 und begründete gemeinsam mit der Olympus OM-3 die neue OM-Generation.

## Belichtungsmesssystem
Neben manueller Nachführmessung bietet die OM-4 Zeitautomatik sowie TTL-Auto-Blitzmessung. Die Kamera misst hierbei das durchs Objektiv einfallende Licht per mittenbetonter Integralmessung sowohl vor, als auch während der Belichtung. Die Messung erfolgt direkt auf dem Verschlussvorhang bzw. während der Belichtung auf der Filmoberfläche. Olympus nennt dieses Verfahren autodynamische Belichtungssteuerung, kurz ADM-System.
Durch das autodynamische Messsystem kann die Kamera direkt auf veränderte Lichtverhältnisse reagieren und nutzt diese Technik auch um äußerst exakte Blitzbelichtungen zu realisieren. Darüber hinaus bietet die Kamera Spotmessung und Multispotmessung, bis zu 8 Messpunkte können zu einer Messung zusammengefasst werden. Die Messung erfolgt per Silizium-Fotodiode und deckt ca. 2 % des Bildfeldes ab. Hinzu kommen noch Highlight- und Shadow-Tasten für sehr helle bzw. sehr dunkle Motive.
Im Gegensatz zu allen anderen OMs bietet die OM-4 auch einen Messwertspeicher an, dieser ist aber auf 60 Minuten limitiert, bzw. wird automatisch beim Objektivwechsel gelöscht. Auch das Bajonett der Kamera wurde im Vergleich zu ihrer Vorgängerin verändert und beinhaltet bei der OM-4 einen Schalter. Dieser Schalter löscht beim Objektivwechsel den Messwertspeicher. Gleichzeitig ist dieser Schalter ein bekanntes Problem der OM-4, da er sich bei Objektiven von Fremdherstellern in einer Schraube am Bajonett verhaken und beim Objektivwechsel beschädigt werden kann. Daher warnte Olympus seinerzeit vor der Verwendung von Fremdobjektiven.
Wie bei der Olympus OM-3 erfolgt die Belichtungsanzeige im Sucher nicht mehr per Nadel, sondern via elektronischer LCD-Balkenanzeige. Die OM-4 wurde für professionelle Benutzung konzipiert und entsprechend in ein umfangreiches Zubehörsystem integriert.

## Ausstattung
Im Gegensatz zu ihrem Vorgänger, der OM-2n, verfügt der Sucher der OM-4 über eine Dioptrienkorrekur. Des Weiteren verfügt die Kamera über keinen gesonderten Ausschalter mehr; die Kameraelektronik wird mit dem Druck auf den Auslöser aktiviert.

## Zubehör

### Kamera-Antriebe
- Motor Drive: Im Olympus OM-System gibt es den Motor Drive 1 und Motor Drive 2. Beide erlauben Filmtransporte bis 5 Bilder/Sekunde. Der Motor Drive 2 bietet darüber hinaus auch eine motorisierte Filmrückspulung. Für die Motor Drives gibt es folgende Energiequellen: NiCd-Pack (15 V), Batteriehandgriff (18 V, für 12 Batterien oder Akkus der Größe AA), Steuergerät mit Netzanschluss.

- Winder: Im Olympus OM-System gibt es den Winder 1 und Winder 2. Der Winder 1 bietet nur Einzelbild-Aufnahmen, während der Winder 2 auch Serienbilder mit bis zu 2,5 Bilder/Sekunde bietet. Automatische Filmrückspulung bieten die Winder nicht.

### Kamera-Rückwände
Die Standard-Rückwand ist gegen folgende Rückwände austauschbar:
- OM-Datenrückwand: eine Rückwand zur Einbelichtung von Datum, Uhrzeit und Belichtungsdaten

- Langfilmmagazine: Magazine 1 und 2 für Filmmaterial für bis zu 250 Aufnahmen.

### Mattscheiben
16 auswechselbare Typen von Mattscheiben, von der Vollmattscheibe bis zur Version mit Schnittbild/Mikroprismenring. Die Mattscheiben werden durch das Objektivbajonett gewechselt.

### Blitzgeräte
Im Olympus OM-System gibt es mehrere Blitzgeräte mit unterschiedlichen Merkmalen.

### Fernauslösezubehör
Für die Steuerung der OM-4 aus der Entfernung gibt es eine Reihe von Zubehör, wie z. B. Fernauslösekabel usw.